# ادوین مک‌میلان
ادوین متیسون مک‌میلان (به انگلیسی: Edwin Mattison McMillan) (زاده ۱۸ سپتامبر ۱۹۰۷ - درگذشته ۷ سپتامبر ۱۹۹۱) فیزیکدان آمریکایی و برنده جایزه نوبل است. برای کشف شیمی عناصر با عدد اتمی بالاتر از عدد اتمی اورانیوم، عنصر ترااورانیمی جایزه نوبل شیمی به طور مشترک به او و گلن سیبورگ اعطا شد.

## زندگی‌نامه
مک‌میلان در کالیفرنیا متولد شد، اما خانواده اش در سال بعد به پاسادنا نقل مکان کردند.
در مقطع کارشناسی با لینوس پاولینگ به روی پروژه تحقیقاتی اش کار می‌کرد. و در سال ۱۹۲۹ موفق به دریافت مدرک کارشناسی ارشد خود از موسسه فناوری کالیفرنیا شد